# Talaromyces minioluteus
Talarómyces miniolúteus (лат.) — вид несовершенных грибов (телеоморфная стадия неизвестна), относящийся к роду таларомицес (Talaromyces). Ранее включался в состав рода пеницилл (Penicillium).

## Описание
Колонии на CYA на 7-е сутки около 1,7 см в диаметре, с белым мицелием, со скудным или вовсе отсутствующим спороношением. В среду выделяется необильный красно-коричневый пигмент. Экссудат отсутствует. Реверс колоний коричневый в центре до коричневато-оранжевого по краям.
На агаре с солодовым экстрактом (MEA) колонии с белым и жёлтым мицелием, в центре несколько приподнятые, рыхлопучковатые и шерстистые. Спороношение обильное, серо-зелёное или тускло-зелёное. Реверс коричнево-оранжевый. Растворимый пигмент в среду не выделяется.
На агаре с дрожжевым экстрактом и сахарозой (YES) колонии в центре кратеровидные, с белым мицелием, бархатистые, с обильным тускло-зелёным или серо-зелёным спороношением. Растворимый пигмент не выделяется, реверс колоний оранжевый.
Конидиеносцы — двухъярусные кисточки, с гладкостенной ножкой 80—300 мкм длиной и 2—3 мкм толщиной. Метулы в мутовке по 3—5, расходящиеся, 10—20 мкм длиной. Фиалиды игловидные, по 3—5 в пучке, 10—17 × 2—3 мкм. Конидии эллипсоидальные, гладкостенные, 2,5—4 × 1,5—2,5 мкм.

### Отличия от близких видов
Отличается умеренным ростом на стандартных средах, неспособностью расти при 37 °C и слабым выделением кислот на креатиново-сахарозном агаре (CREA).

## Экология и значение
Преимущественно почвенный гриб, изредка встречающийся в качестве загрязнителя на разных органических субстратах.
Активный продуцент декстраназы.

## Таксономия
Talaromyces minioluteus (Dierckx) Samson, Yilmaz, Frisvad & Seifert, Stud. Mycol. 70: 176 (2011). — Penicillium minioluteum Dierckx, Ann. Soc. Sci. Bruxelles 25 (1): 87 (1901) ['minio-luteum'].

### Синонимы
- Penicillium gaditanum C.Ramírez & A.T.Martínez, 1981
- Penicillium minioluteum Dierckx, 1901
- Penicillium purpurogenum var. rubrisclerotium Thom, 1915
- Penicillium samsonii Quintan., 1985